# جک دریپر
جک درِیپر (انگلیسی: Jack Draper؛ ۵ مارس ۱۸۹۲ – اکتبر ۱۹۶۲) فیلم‌بردار اهل ایالات متحده آمریکا بود. او بیشتر دوران حرفه‌ای خود را در مکزیک گذراند و یکی از پیشگامان دوران طلایی سینمای مکزیک بود.
از فیلم‌های او می‌توان به رازی در مکزیک و فانتوم اشاره کرد.